# طاهر خان (لاعب كريكت)
طاهر خان (7 سبتمبر 1997 في أفغانستان - ) هو لاعب كريكت أفغاني.

## وصلات خارجية
- طاهر خان على موقع إي آس بي آن كريك إنفو (الإنجليزية)